# Demi-Leigh Nel-Peters
Demi-Leigh Tebow (de soltera; Nel-Peters, Sedgefield, Sudáfrica, 28 de junio de 1995) es una modelo y empresaria sudafricana ganadora del título Miss Universo 2017

## Biografía
Nació el 28 de junio de 1995 en Sedgefield, provincia del Cabo Occidental, Sudáfrica. Ella es la primera Miss Universo sudafricana en ganar este concurso que nació en una Sudáfrica democrática luego de las elecciones de 1994. Su madre se llama Anne-Mari Steenkamp que después de divorciarse del padre de Demi-Leigh, se volvió a casar con Johan Steenkamp. Su mayor motivación e inspiración proviene de su hermanastra Franje, que es discapacitada, debido a que nació sin cerebelo y que por su situación hace que Demi-Leigh piense que tan especial es la vida y que siempre quiera trabajar el doble de fuerte, disfrutar la vida doblemente cómo también disfrutarla por su hermanastra, haciendo que cada experiencia sea especial para ella. Franje vive en Potchefstroom con su madrastra Elzabé Peters y su padre Bennie Peters. Obtuvo una licenciatura en administración de empresas en la Universidad North-West de su país. Trabaja en un programa que ayuda a desarrollar a las mujeres para capacitarse y fortalecer su empoderamiento en defensa propia y personal ante diversas situaciones de riesgo llamado Unbreakable donde ella planea compartir estos talleres con tantas mujeres como pueda. Además, ella espera tener una plataforma global donde pueda ayudar a mujeres de todo el mundo a desarrollar sus habilidades comerciales. Habla inglés y afrikáans con fluidez, este último siendo su idioma principal.
Ella fue la alcalde menor del municipio de George en la provincia del Cabo Occidental, cuando tenía 17 años. Representó a la provincia Cabo Occidental en el Miss Sudáfrica 2017, donde se coronó como la ganadora de la competencia. Como Miss Sudáfrica, obtuvo el derecho de representar a su país en Miss Mundo 2017 y en Miss Universo 2017, pero debido a que las fechas de los desfiles coincidieron, fue enviada a Miss Universo. Después de su coronación, Nel-Peters fue considerada como una de las favoritas para ganar la corona. Motivo por el que logró ganar el concurso luego de derrotar a Laura González Ospina, representante de Colombia. Ellas eran las últimas dos finalistas que quedaban ya que Davina Bennett, la representante de Jamaica se quedó con el tercer puesto y debido a la votación del público y del jurado, Demi-Leigh salió vencedora, Steve Harvey pronunció su nombre el 26 de noviembre convirtiéndose en la ganadora de la 66.ª edición de este certamen.

## Miss Universo 2017
El evento para la elección de Miss Universo 2017 se realizó el 26 de noviembre en el Planet Hollywood Resort and Casino, Las Vegas, Estados Unidos; donde compartió con delegadas de 92 naciones y territorios, por el título que ostentaba la Miss Universo 2016, la francesa Iris Mittenaere quedando como segunda del concurso. Nel-Peters es la segunda ganadora de Sudáfrica en Miss Universo, después de Margaret Gardiner quien ganó en 1978, que fue la edición 27.ª, rompiendo con una sequía para el país africano que no ganaba este concurso desde hace 39 años.

## Vida personal
Durante su reinado como Miss Universo 2017, Nel-Peters comenzó a salir con Tim Tebow, un jugador profesional de fútbol americano . Durante su despedida como Miss Universo, Nel-Peters agradeció a Tebow su apoyo. Nel-Peters y Tebow se comprometieron el 9 de enero de 2019 en la granja familiar de Tebow en Jacksonville (Florida). Se casaron el  20 de enero de 2020 en Franschhoek, Sudáfrica, aproximadamente a una hora de Ciudad del Cabo. El 14 de enero de 2025, anunciaron su embarazo. El 5 de marzo, revelaron que sería una niña y el 6 de julio, nació Daphne Reign. Como Tebow, ella es cristiana.